# كاري تابيو
كاري تابيو (بالفنلندية: Kari Tapio)‏ هو مغني فنلندي، ولد في 22 نوفمبر 1945 في Suonenjoki ‏ في فنلندا، وتوفي في 7 ديسمبر 2010 في إسبو في فنلندا بسبب نوبة قلبية.

## وصلات خارجية
- كاري تابيو على موقع IMDb (الإنجليزية)
- كاري تابيو على موقع ميوزك برينز (الإنجليزية)
- كاري تابيو على موقع أول ميوزيك (الإنجليزية)
- كاري تابيو على موقع ديسكوغز (الإنجليزية)
- كاري تابيو على موقع قاعدة بيانات الفيلم (الإنجليزية)